# Автошлях Р 17
Автошля́х Р 17 — автомобільний шлях регіонального значення на території України. Проходить територією Київської та Вінницької областей через Білу Церкву — Тетіїв — Липовець — Гуменне. Загальна довжина — 157,2 км.

## Галерея

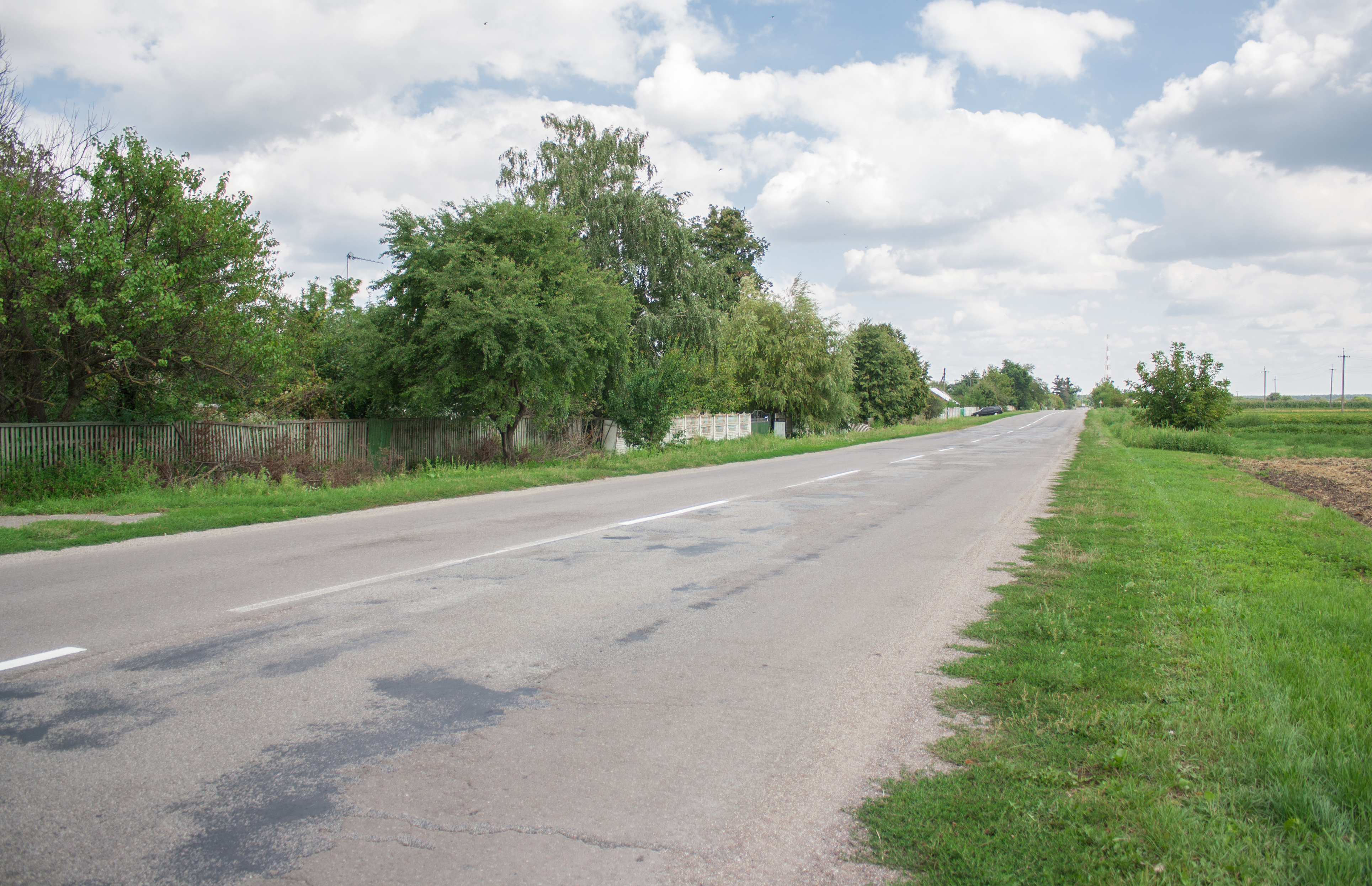
Автошлях у селі Завадівка
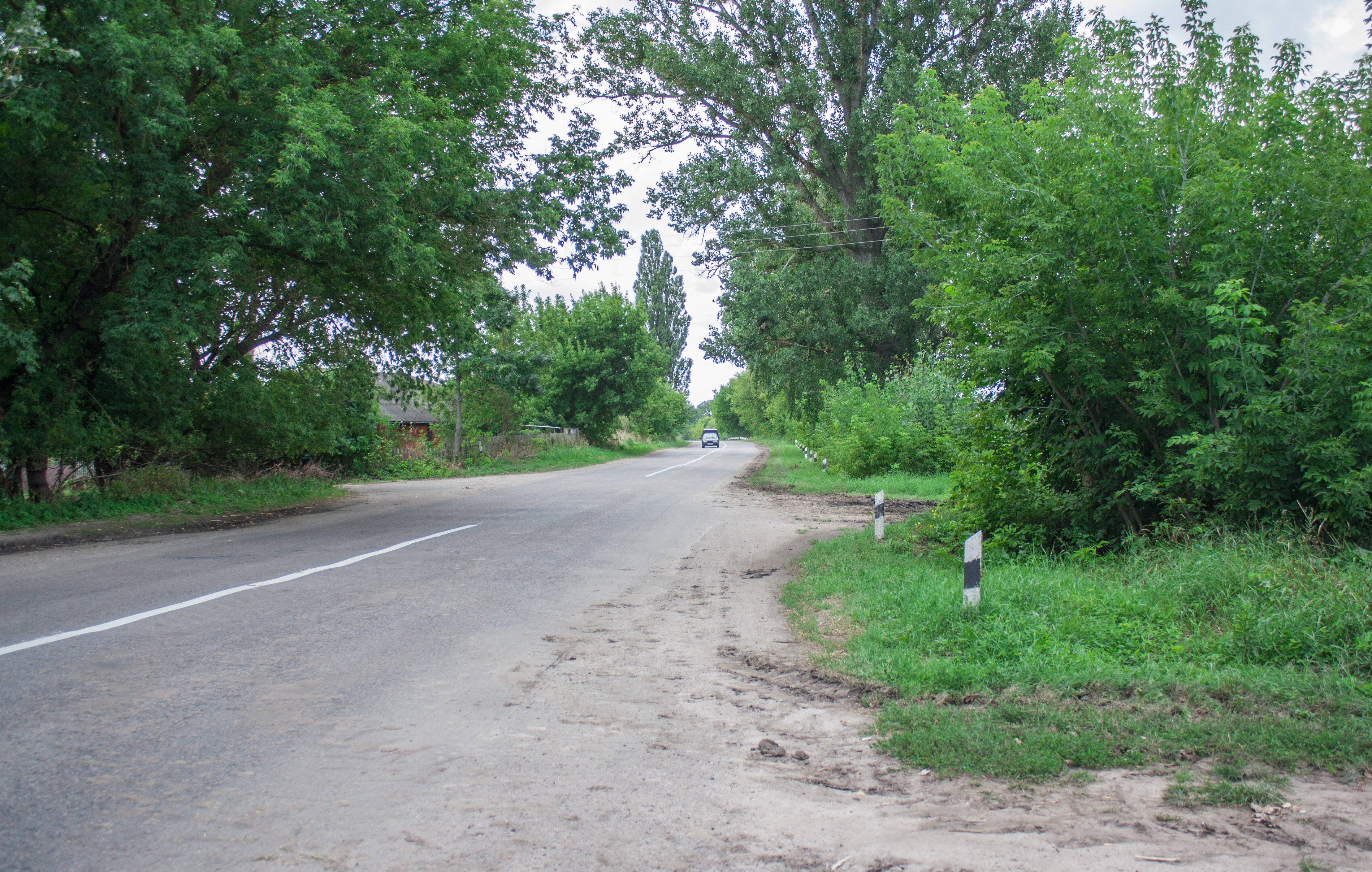
Автошлях у селі Городище-Косівське
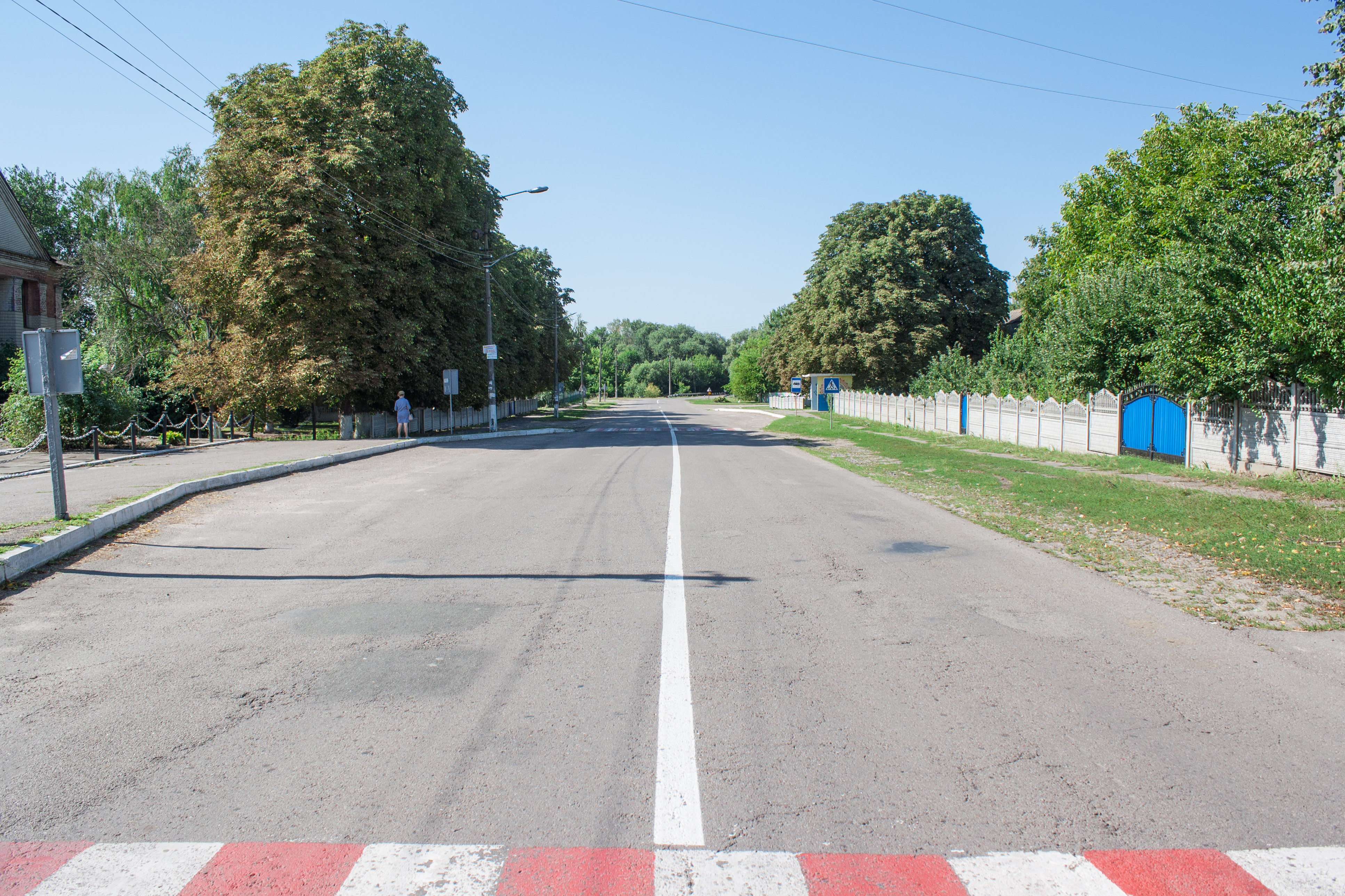
Автошлях у селі Косівка
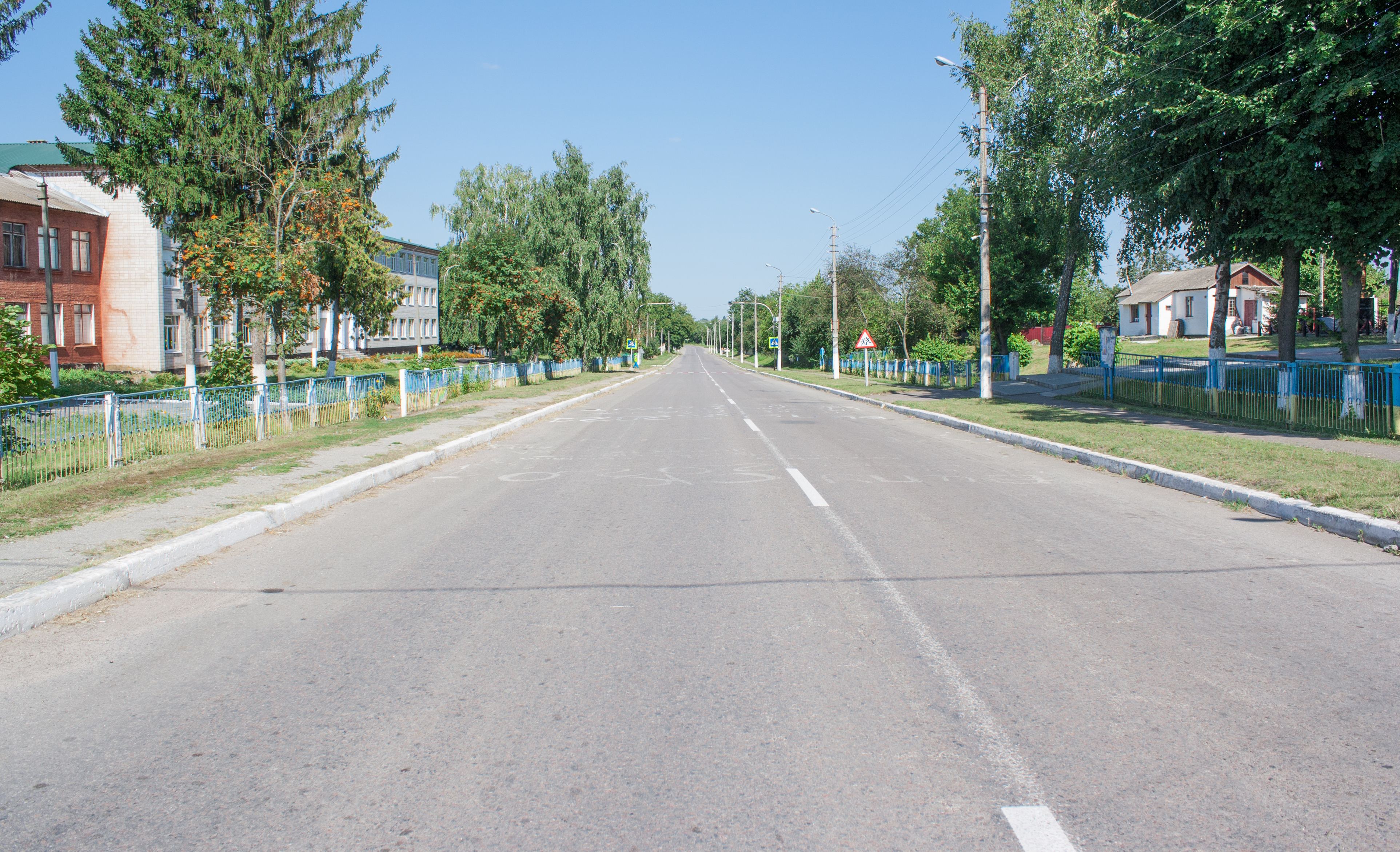
Автошлях у селі Кашперівка
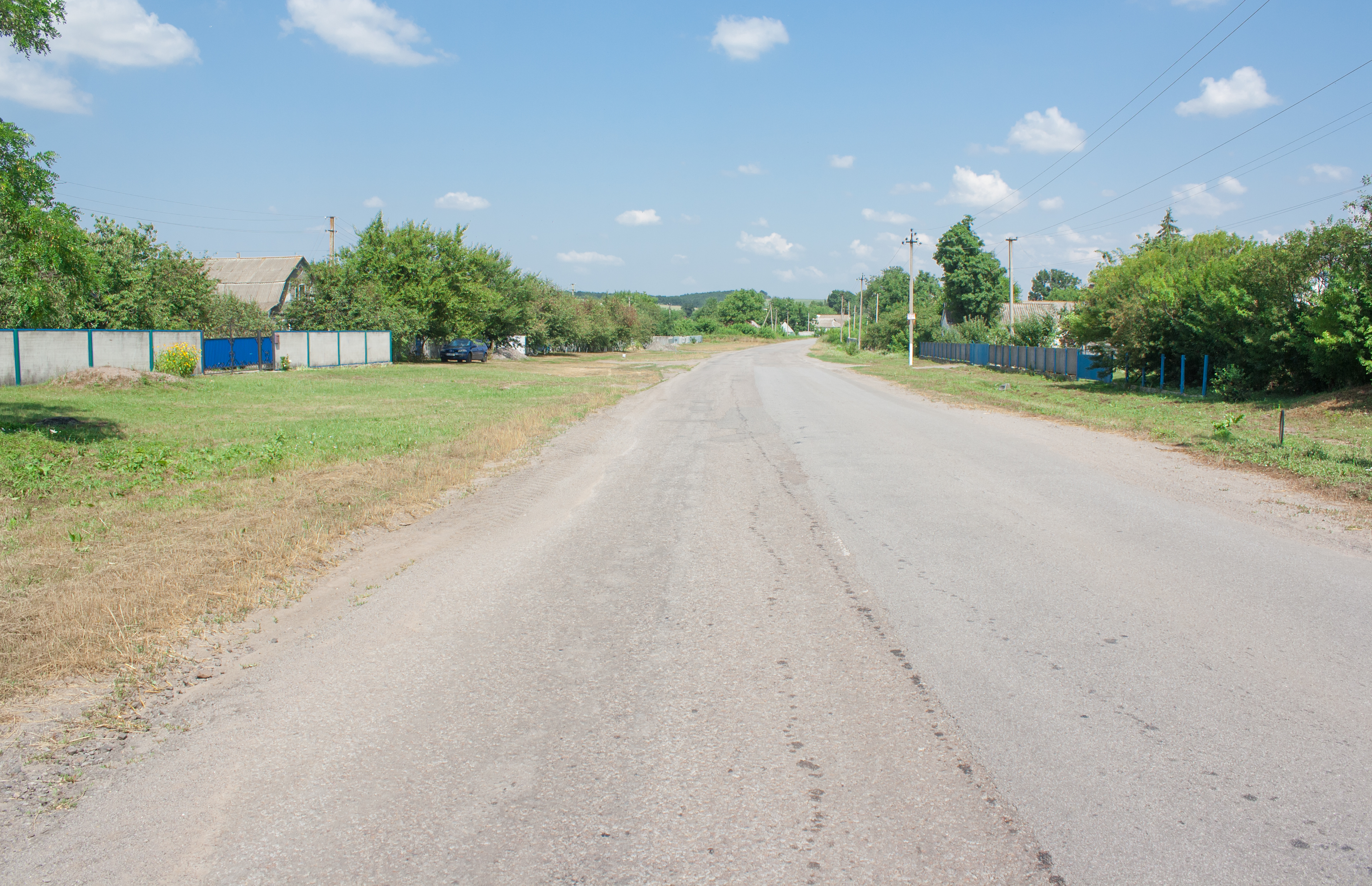
Автошлях у селі Бугаївка
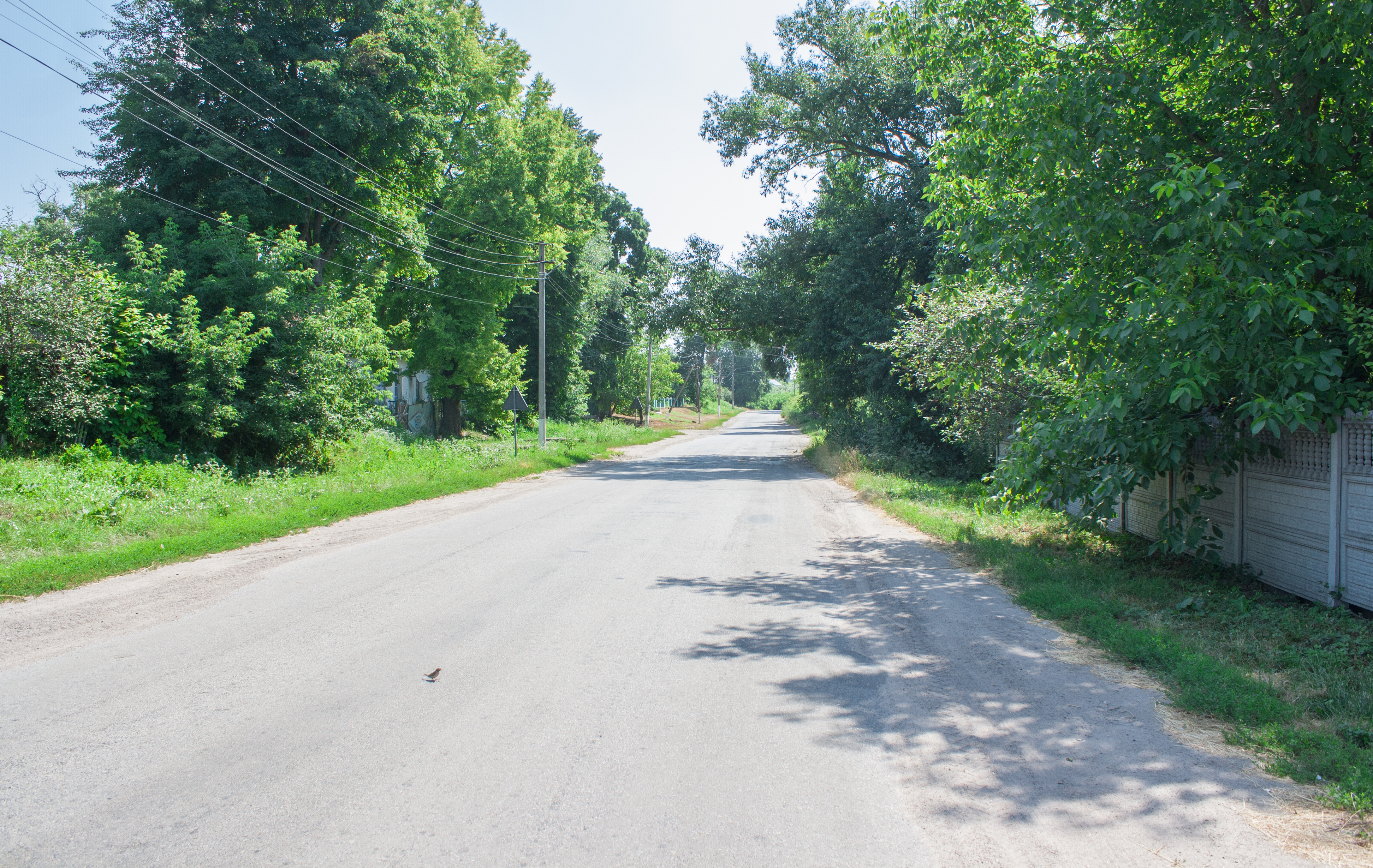
Автошлях у селі Якимівка
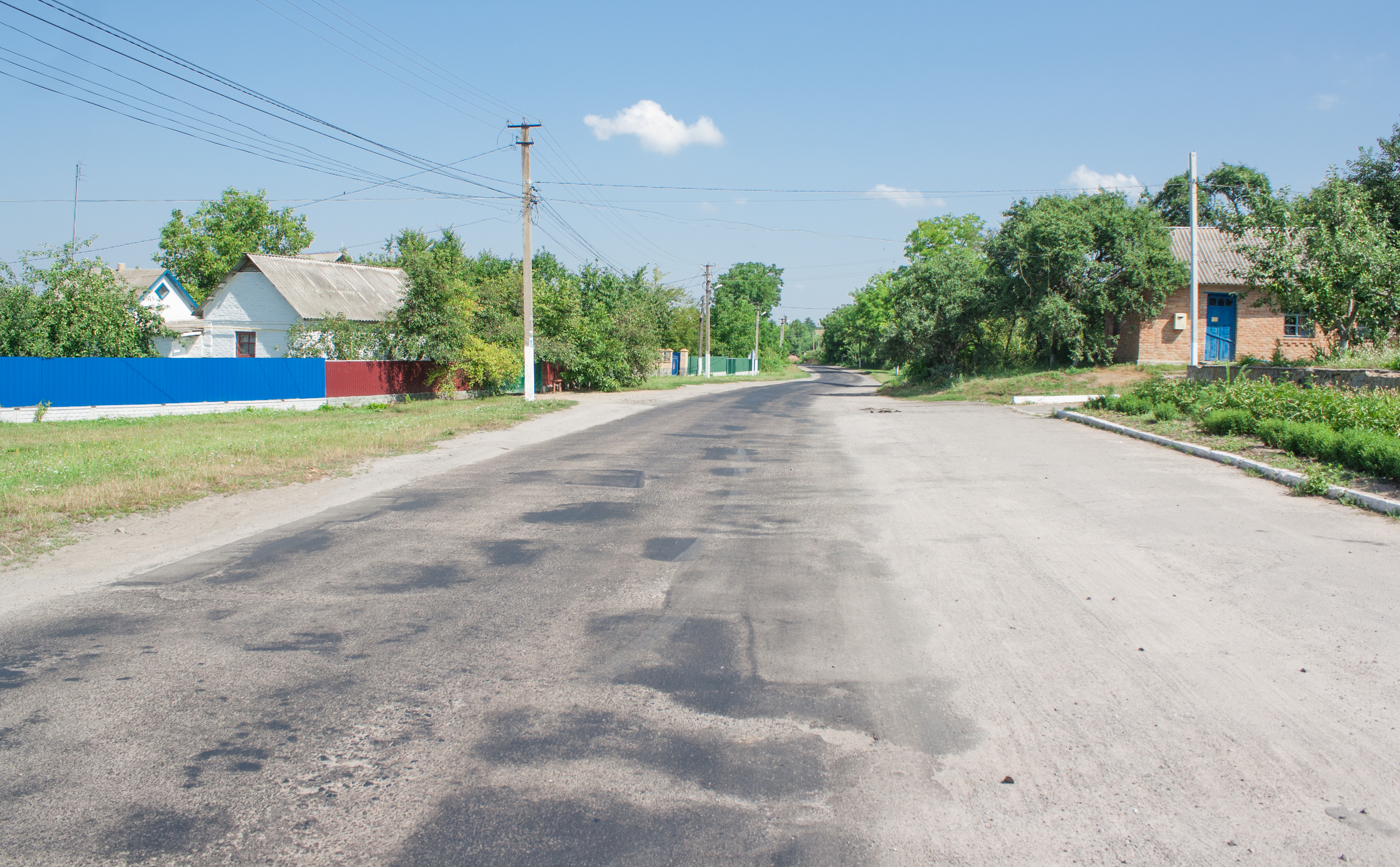
Автошлях у селі Новоживотів
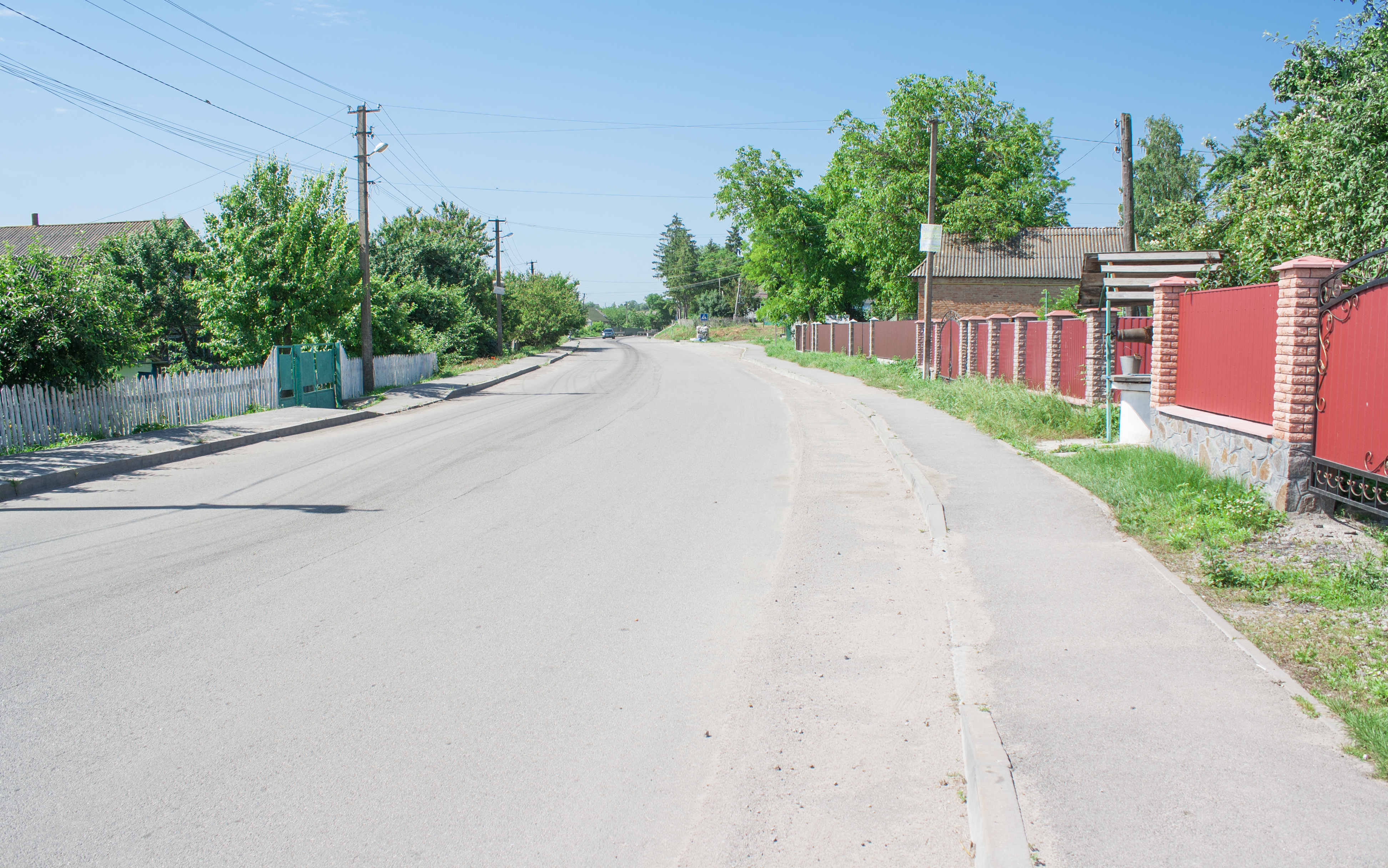
Автошлях у смт Оратів
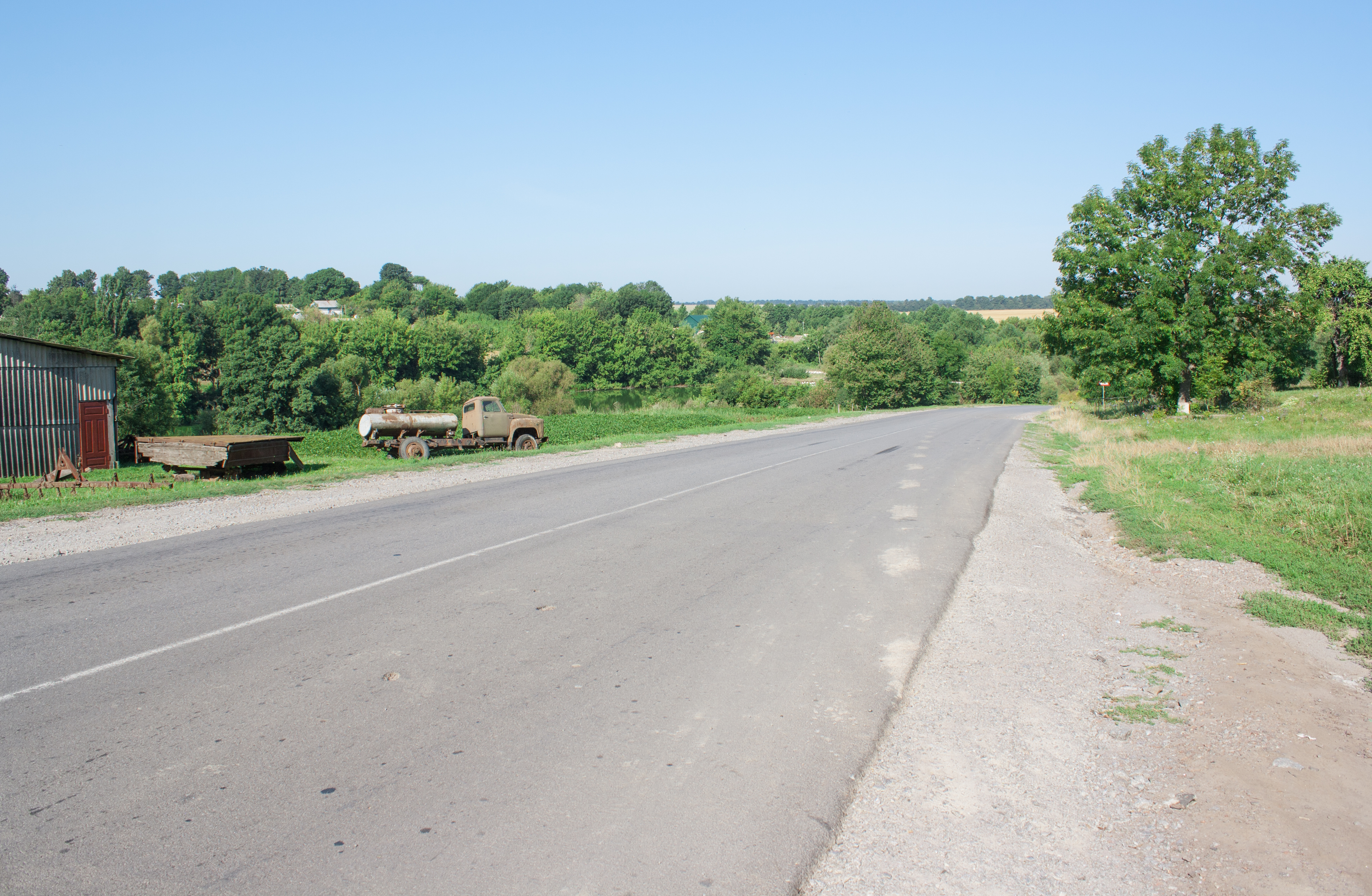
Автошлях у селі Мервин
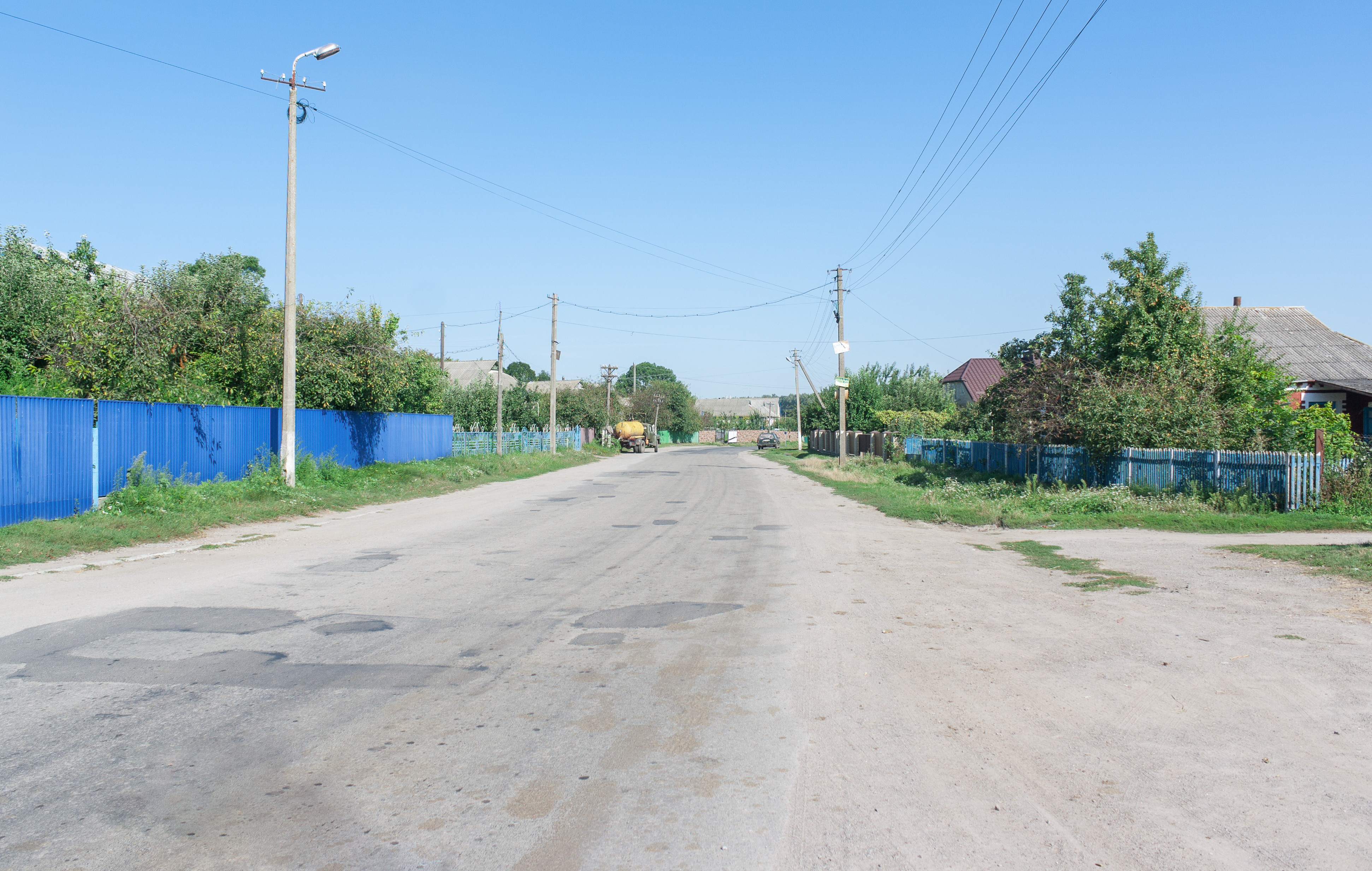
Автошлях у селі Чагів

## Маршрут
Автошлях проходить через такі населені пункти:
| Автошлях Р 17         |              |
| Київська область      |              |
| Білоцерківський район |              |
| Біла Церква           | E95М05Р04Н02 |
| Мала Вільшанка        |              |
| Фастівка              |              |
| Гайок                 |              |
| Логвин                |              |
| Володарка             | Р18Т 1013    |
| Завадівка             |              |
| Городище-Косівське    |              |
| Косівка               | Т 1020       |
| Кашперівка            |              |
| Тетіїв                | Т 1014       |
| Вінницька область     |              |
| Вінницький район      |              |
| Бугаївка              |              |
| Якимівка              |              |
| Новоживотів           |              |
| Оратів                |              |
| Лопатинка             | Т 0228       |
| Мервин                |              |
| Чагів                 |              |
| Липовець              | Т 0606       |
| Липовець              | Р33Т 0236    |
| Щаслива               |              |
| Олександрівка         |              |
| Михайлівка            |              |
| Гуменне               | E50М12       |